# Konsole
Konsole és un emulador de terminal desenvolupat pel projecte KDE. Konsole suporta sessions múltiples i està molt integrat amb l'entorn KDE, permetent les operacions d'edició típiques i moltes característiques més. Les aplicacions de KDE Konqueror, Krusader, Kate, Konversation, Dolphin i KDevelop utilitzen el Konsole per subministrar funcions integrades de terminal.

## Funcionalitats
- Terminals en pestanyes.
- Fons translúcids.
- Visió amb pantalla partida (2 consoles simultànies).
- Direccions preferides de navegació i SSH.
- Paletes de colors personalitzables.
- Accessos ràpids amb el teclat personalitzables.
- Notificacions sobre silenci i activitat al terminal.
- Pot obrir el terminal directament al directori on es localitzi amb el gestor de fitxers.[1]
- Exportació a text pla o format HTML.